# 台灣社
社團法人台灣社（英語：Taiwan Society）是一個強調臺灣主體性、以台灣獨立為目標的台灣社會團體，部份成員來自台灣北社、台灣南社和台灣東社，旗下有台灣角社、台灣客社、台灣青社、台灣原社等子社團。

## 概況
台灣社成立於2006年6月18日，是由台灣北社、台灣南社和台灣東社的部份人士所發起成立，以「維繫本土政權」為最高道德標準，前台灣北社社長吳樹民出任首任台灣社社長，前台灣南社社長曾貴海出任首任台灣社副社長，前台灣北社秘書長楊文嘉出任首任台灣社秘書長。台灣社籌備時期，台灣社籌備處宣稱，台灣社的定位是向陳水扁政府提供法律、財經、文化建設等建言的智庫性質的組織，但將「儘量維持超然立場」，不希望被標籤化。
2006年8月26日，為「導正台灣媒體亂象」，台灣社成立台灣角社，鍾年晃擔任台灣角社第一任社長，陳立宏擔任台灣角社第一任副社長，林永沛擔任台灣角社第一任秘書長，黃光芹擔任台灣角社社務委員。2007年1月27日，台灣社成立台灣客社，台灣北社醫療環保組召集人張葉森擔任台灣客社首任社長，中華民國總統陳水扁親臨台灣客社成立大會並致詞。2007年6月2日，台灣社成立台灣青社，國立陽明大學神經科學研究所學生許舜斌擔任台灣青社首任社長。2007年11月18日，台灣社成立台灣原社，國立臺灣師範大學地理學系教授汪明輝（鄒族）擔任台灣原社首任社長，陳水扁親臨台灣原社成立大會揭牌並致詞。
2007年2月2日，台灣社發表〈台獨，絕不是退步，更沒有退路！〉，稱：「台灣，只是一個主權獨立的『政治實體』，並不是一個『國家』。這並非自我貶抑、自我矮化的說詞，而是一個殘酷的真實。也正因如此，才更加彰顯『台灣獨立建國』的迫切性與必要性。......『民主化』並不會讓台灣自動變成一個『國家』。台灣人民千萬不要誤以為，只要實施了自由選舉的民主制度，就意味著台灣是一個『國家』。『民主化』只是讓台灣人民從外來政權的手中取回台灣的主權；台灣人民必須正確地行使主權，才有可能建立台灣成為一個真正的國家。......我們無法接受『半吊子』的台獨。只要『中華民國』的國號未除，『台灣新憲』未立，台獨就得繼續！唯有成為一個主權獨立的真正國家，台灣才能奢言『邁向正常化國家』。......台獨，或許不是我們青春懵懂時最初的夢想，但卻絕對是我們思慮成熟後最終的歸宿！我們，就是台獨！打死不退！台灣社秉持『理想堅定，實踐理性』的信念，與勇敢的台灣人民一起完成這趟光榮的旅程！」

## 挺扁（陳水扁）大會
前台灣北社秘書長陳昭姿（和信醫院藥劑科主任）曾在《自由時報》2002年4月8日〈自由廣場〉發表〈愛台灣的孩子〉一文，寫到：「前幾天，九歲的兒子問爸爸：如果他有一顆長生不老藥，他會給誰吃？爸爸回答他：一個人長生不老沒意思，所以他自己吃半顆、另外半顆給媽媽吃。問過了以後，兒子竟然接著告訴我們：如果他有兩顆長生不老藥，第一顆要給兩個總統吃，第二顆給爸爸媽媽吃！我們很清楚，他心目中的兩個總統指的是李登輝先生與陳水扁總統。聽完兒子的話，我禁不住緊緊地擁抱著他！」
台灣社成立時，曾邀請台灣團結聯盟（台聯）精神領袖李登輝出席成立大會，並希望他能擔任榮譽總會長。但是，李登輝對台灣社等「獨派大老」一味支持陳水扁（簡稱「挺扁」）的作法不以為然；李登輝認為，「挺扁並不等於本土」，然而本土社團已經被綁架操控、喪失是非；李登輝也擔心，自己若出席台灣社成立大會，會被導引成「挺扁大會」、「李登輝也挺扁」；因此，李登輝拒絕出席台灣社成立大會。
2006年7月14日，針對親綠學者715聲明〈民主政治和台灣認同的道德危機：我們對總統、執政黨和台灣公民的呼籲〉，台灣社秘書長楊文嘉質疑，參與起草此聲明的中央研究院中山人文社會科學研究所研究員錢永祥是「深藍」學者，「有顏色沒有不對，但刻意偽裝就讓人可恥。」台灣北社副社長楊其文（2007年至2008年任國立中正文化中心藝術總監）則說，他承認陳水扁不好，但台灣北社該罵的都罵了，而「一些家人曾待在中央單位的人，最沒有資格出來連署罵阿扁」。范雲回應，對話與討論是民主社會的正常現象。紀萬生批評，台灣社等本土社團為陳水扁護航、討好陳水扁，「台灣苦難時，你們在哪？讀聖賢書，所學何事？」張富忠批評，楊文嘉說錢永祥是「深藍」學者，「神經病才會講這種屁話！」
2006年7月15日，台灣南社社長鄭正煜、台灣南社副社長王逸峰、國立台灣大學退休教授楊維哲、台南市愛台灣協會理事長趙健明、國立成功大學退休教授吳慶年、高雄醫界聯盟理事長張復聚、台灣北社副社長陳昭姿、台灣東社副社長潘小雪、國立台灣師範大學助理教授李勤岸、長榮大學教授涂醒哲、台灣安保協會研究員陳國雄、民進黨立委莊和子、民進黨立委王淑慧、民進黨立委蔡啟芳、民進黨立委林重謨公布聯合聲明〈解剖刀不能割錯器官〉宣稱，「趙建銘案與陳哲男案紊亂法紀並具有重大的政治道德缺陷，乃是台灣民眾的共識，也造成綠營支持者與包括我們在內的無數人心靈重大的創傷」，「如果趙案可以投入上千人次的偵辦力量，國民黨黨產歪斜、違法、悖逆社會公義之嚴重，知識份子應賦予等比比例的關注與論斷」，「我們同意以『高標準的政治責任』責求陳水扁總統；本於公平原則，我們亦要求以『高標準的政治責任』責求現今的馬（英九）主席與當年的法務部馬部長。如果陳水扁與馬英九的『真相』均能公平挖掘，不是病毒用放大鏡擴大，不是特定人士專用美學與修辭學處理，只要解剖刀不割錯器官，我們負責的保證：我們與吳乃德、錢永祥等人一樣富有理想！」
2006年7月17日，台灣北社召開記者會挺扁，台灣北社秘書長楊文嘉在會中表示，陳水扁應為領導及政策錯誤負責，但不應以下台回應，因為現階段的政治氛圍由「泛藍失意政客」主導，且須考慮權力繼承者是否能更有效運作，否則只會淪為本土政權的惡性鬥爭。楊文嘉同時表示，「民意」給陳水扁的「負面評價」已足以讓陳水扁的「名譽」受損一輩子；他又說，台灣北社對話的對象是吳乃德、范雲、吳叡人等學者，不包括紀萬生、張富忠、許曹德等政治受難者。同日，台灣南社也舉行記者會批評，親綠學者用高道德標準批評陳水扁，卻縱容沒有道德標準的中國國民黨，太理想化；台灣社副社長曾貴海認為，應從制度、法律、道德面樹立典範，呼籲學者不要做「搖擺的狗」。
2006年9月11日，台灣社舉辦「我們在向陽的地方：愛、希望、台灣之光」公民論壇，前總統府國策顧問黃越綏表示，台灣心會雲林縣分會理事長王麗萍是百萬人民倒扁運動幹部，台灣心會與副總統呂秀蓮關係密切，百萬人民倒扁運動另一幹部陳耀昌則曾經擔任呂秀蓮副總統醫療小組召集人，王麗萍與陳耀昌都是都是呂秀蓮的人、也都是百萬人民倒扁運動總部的要角，百萬人民倒扁運動的幕後黑手就是呂秀蓮。
2006年9月13日下午，楊文嘉點名批評呂秀蓮：「她已經非常嚴重違背我們對『備位元首』的期待。我們覺得，她實在太過分了」、「（她）不守分際，凸顯篡位野心」，並表態不歡迎她參加台灣社於同月16日舉辦的「我們在向陽的地方：愛、希望、台灣之光」十萬人集會；呂秀蓮則發表聲明強調，6年來她「輔佐陳水扁盡忠職守，不容質疑」，楊文嘉惡意的言論嚴重不符事實，她將保留控告楊文嘉之權利。
2006年9月16日，台灣社舉辦「我們在向陽的地方：愛、希望、台灣之光」十萬人集會，號召民眾於台北市凱達格蘭大道聚集。民進黨對「我們在向陽的地方：愛、希望、台灣之光」大會發出動員令後，李登輝認為此活動已經變調為「民進黨挺扁大會」而不是「台灣社挺本土政權大會」，台聯必須與此活動「劃清界線」；但台聯立法院黨團總召廖本煙、台聯前立委陳建銘、台聯台北市議員參選人簡余晏、台聯台北市議員參選人廖林麗玲等人都帶著群眾與參選人旗幟參加此活動，但多未上台發言。當時台聯副秘書長劉一德強調，台聯對倒扁、挺扁活動秉持「不動員、不介入」原則，台聯黨內公職欲參加者應事先報備；但台聯立委羅志明證實，台聯黨主席蘇進強確實下令不得參加、不得協助動員。
2006年9月17日，台灣南社、日本櫻社、教育台灣化聯盟、高雄教師聯盟、台南市愛台灣協會、民進黨立委鄭國忠、民進黨立委莊和子、民進黨立委王淑慧、民進黨立委蔡啟芳公布聯合聲明〈倒聯、倒中、倒TV，促銷自由看民視〉宣稱，台灣南社全部活動均不歡迎《聯合報》、《中國時報》、中天電視、TVBS等「中國媒體」採訪，台灣南社全部活動與新聞聲明稿均不再傳送給「中國媒體」，台灣南社法律組的律師團將將免費為在「我們在向陽的地方：愛、希望、台灣之光」中「侵犯中國媒體的綠營民眾」辯護，呼籲台灣人民廣為推銷「台灣本土立場堅定」的《自由時報》，「讓《自由時報》發行量及早突破100萬份，以鞏固台灣的安全與發展」，也「籲請民視、《台灣時報》、《台灣新聞報》更加努力、加油」。
2008年8月，《台灣壹週刊》報導，前台灣角社社務委員黃光芹（楊文嘉之妻）在電視節目上說，為了舉辦「我們在向陽的地方：愛、希望、台灣之光」大會，陳水扁總共資助台灣社新台幣七百萬元，群衆是由民進黨中央黨部動員而來，活動經費幾乎完全由陳水扁個人「獨家贊助」。黃光芹說，楊文嘉曾經告訴她，當時陳水扁及其辦公室主任林德訓分兩次拿來新台幣三百萬元現金與新台幣兩百萬元現金給台灣社，而且不要收據；其後，中華民國對外貿易發展協會前副董事長曾天賜又送來新台幣兩百萬元，所以總金額是新台幣七百萬元。黃光芹又說，台灣社在把這些現金存入銀行時發現，這一捆捆的新台幣一千元鈔票上面的封條印著「2000年3月」，顯示這些錢在陳水扁的金庫內存放了六年。同月，曾天賜說，由於時間久遠，他不記得是否有捐款，但是他確實曾經介紹企業界人士贊助本土社團，或許有人把這份人情歸在他的名下。同月，台灣社秘書長羅致政回應：「由於當時的台灣社（同時兼北社）秘書長是楊文嘉先生，由楊先生公開說明最為妥當；但至少就我個人目前所掌握的資料，這種指控是與事實不合的。」2008年11月28日，黃光芹又說，另有友人轉述，陳水扁要給「某親綠政黨高層」一筆經費，這位「某親綠政黨高層」被帶去陳水扁的私人金庫領錢，親眼目睹陳水扁私人金庫裡堆滿現金；而李登輝也曾對其友人說，陳水扁家裡有一個地方放置大筆鈔票，「有人走進去，還會不小心踢到、跌倒！」
2008年8月15日，針對陳水扁家庭密賬案，台灣南社發表〈對陳水扁將選舉剩餘鉅款匯往國外的沉痛聲明！〉，稱：「前總統陳水扁自爆不法，將選舉剩餘鉅款匯往國外。此一大案爆發，台灣人民福祉深受威脅，南社遭創社八年來最大傷害，為此鄭重要求：陳水扁以道德的坦誠公開一切真相；民進黨立下參選者本人、夫妻、子、女全面公佈財產的制度；徹查連（連戰）、宋（宋楚瑜）、馬（馬英九）、蕭（蕭萬長）競選經費。南社並鄭重要求藍（中國國民黨）綠（民進黨）正視修法，全面提高賄選刑度。......陳水扁將選舉剩餘鉅款匯往國外，並稱係夫人吳淑珍所為、他本人並不知情；此種說詞『三歲小孩不會相信』。此事關係台灣全體人民福祉，影響極為深遠；南社鄭重呼籲陳水扁：以道德的坦誠面對司法，公開一切真相。陳水扁有責任、有義務、有基本良知做必要的憬悟：台灣人民重傷至今，再經不起任何一刀一刀的凌割；陳水扁應本真誠，一次公佈從政以來所有家庭的不法真相。」2008年8月18日，台灣人權促進會前會長邱晃泉抨擊：「假獨派人士（商業台獨、口號台獨等）過去阿扁做錯事時，未曾看他們批評過，（他們反而）也當共犯；現在才在打馬後砲、打落水狗、當事後諸葛，可恥。」
2008年8月30日，台灣社等獨派團體舉辦830百日怒吼大遊行。
2009年7月14日，台灣客社社長張葉森、公投護台灣聯盟執行總幹事張銘祐、前台灣北社秘書長陳昭姿與台灣北社副社長金恆煒針對台北地方法院判決繼續羈押陳水扁，發表四點聯合聲明：⑴陳水扁家庭密賬案一審合議庭審判長蔡守訓的判決「屬於違法羈押行為，是違法違憲」；⑵司法院大法官遲遲未針對審理過程提出釋憲，「我們懇請大法官趕快釋憲」；⑶請民進黨配合本土社團聲援陳水扁，否則「本土社團將抵制民進黨，另起爐灶」；⑷引用前美國在台協會（AIT）台北辦事處處長楊甦棣（Stephen Young）之言：「陳水扁是偉大的總統，他突破外交困境，任內許多民主改革，不排除釋出國際社會。」
2009年7月28日，楊文嘉接受中評社專訪時說，2006年國務機要費案正如火如荼時，陳水扁透過同鄉會要求台灣社主辦活動挺扁；活動結束後，陳水扁在總統府小辦公室召見他，拍胸脯向他保證絕對沒有貪錢；沒想到，陳水扁家庭密賬案發生後，他對照時間發現：每次泛綠辦大型活動的時候都是陳水扁家族做「資金大挪移」的時候，他看了很震撼、心碎。楊文嘉同時抨擊，最讓他難過的是：當初為了「延續本土政權」，過去和他一樣主張本土價值的人一忍再忍，把標準一放再放，像台灣南社、台灣北社的標準低到比「阿扁之友會」還不如；這麼多人的共同理想卻染上了污點，拿台獨來說，就像是瘟神，「與陳水扁搞在一起」就等於台獨，實在很悲哀。楊文嘉說，他創立台灣北社與台灣社，主要是希望有各式各樣的社會團體在「政治、社會、經濟、傳播」4個支柱下鞏固本土理論；但隨著社運團體淪為服務民進黨的工具、以及民進黨執政時濫用社會力也掏空社會力，這些理想就不可能再繼續存在。
2009年9月6日，台獨人士黃文局在他寫給律師尤英夫的信中說：「陳水扁2008年8月14日承認做了法律不容許的事情之後，李筱峰為文痛批陳水扁與吳淑珍，結果被所謂『基本教義派』與『愛台人士』痛宰。李筱峰至今痛心到無法再執筆。類如陳昭姿這些顛倒是非（不僅是混淆是非）的人，實在是分裂民進黨、葬送台灣的共犯：他們拿到陳水扁的好處（事實上皆來自台灣人民，不是陳水扁個人的資產），或因陳水扁授與的名位，只好『為虎作倀』（陳水扁屬虎）。......我們也是基本教義派的愛台人士，因不忍民進黨分裂、葬送台灣，只好一忍再忍；結果這些披著仁義外衣的得利共犯竟愈囂張。」
2009年9月12日，台灣南社社長鄭正煜、台灣南社副社長陳惠凰、台灣客社社長張葉森、前台灣北社副社長陳昭姿與楊其文率領將近50位陳水扁支持者前往臺北縣板橋市蔡守訓住處前，倒舉「恥」字旗幟，抗議「審判不公」。
2010年5月7日，前台灣北社社長張學逸接受中評社專訪時表示，陳水扁家庭密賬案剛發生時，他不希望本土社團變成挺扁、反扁的鬥爭；但2009年6月台灣北社社長改選，陳昭姿當選社長，他則暫時退出台灣北社運作，現在台灣北社又變成挺扁社團。
2013年8月3日，國立清華大學教授彭明輝說：「民進黨的死忠份子花了很多時間才覺悟到『台灣之子不一定要是陳水扁』，他們需要學會的下一件事是『本土政黨不一定要是民進黨』。」

## 挺游（錫堃）、挺蘇（貞昌）、批謝（長廷）
2007年民進黨總統提名選舉中，台灣社並未明確以社團名義支持特定候選人，但該社幹部檯面下動作不斷。
2007年4月27日，《自由時報》A1版廣告〈台灣本土知識份子力挺游錫堃聲明書——二○○八台灣新變局，只有游錫堃可以信賴！〉連署發起人與連署人名單中，即可見到該社活躍人士金恆煒（後任台灣北社副社長）、王美琇（時任台灣北社副秘書長）、辜寬敏（王美琇之夫）、王逸峰（台灣南社副社長）等人列名其中，王美琇與王逸峰連署的頭銜更是使用所擔任該社幹部的職稱；同日，《自由時報》的〈自由廣場〉刊登台灣北社社員黃淑純的投書，抨擊：「在台灣社會關注民進黨總統初選時節，驚見有謝長廷的支持者擅自以台灣社北社、南社社員為名在報上刊登廣告。當我們共同參與並且深愛的本土社團非志願並且被誤導成為特定候選人或支持者選舉消費的對象，身為社員的我們不得不跳出來反對。......如今，看到這種以某某社員代表全社主張的廣告，不僅令人錯亂，也令人遺憾。我們企盼台灣社繼續為捍衛台灣主體意識而戰，也懇請其他社員據此提出見解；但請小部份成員，停止為一人而傷害一社！」
2007年4月27日中午，曾貴海、台灣南社副社長陳惠凰、國立中山大學資訊管理學系教授郭峰淵、建築師盧友義、城市光廊設計者林熺俊及民進黨高雄市議員蕭永達等將近20人在城市光廊舉行記者會，宣示加入「蘇貞昌之友會」（昌友會），支持蘇貞昌參加2007年民進黨總統提名選舉；曾貴海被推選擔任昌友會會長。他們指控，謝長廷一再炫耀「高雄經驗」，漠視民間參與公共建設之成果，太過功利、不追求公益。郭峰淵並直指高雄市政府主導2002年高雄市議會議長賄選案。
2007年民進黨總統提名選舉中，民調支持率較高而且最後獲得較多黨員投票支持的謝長廷，雖亦獲得該社若干社員的表態支持，但支持者多非擔任該社幹部的重要成員，支持謝的人數與聲勢顯然小於支持游、蘇兩人者。該社重要幹部與活躍成員並於本次選舉期間，一再批判謝長廷「憲法一中」與「和解共生」的政治主張。
2007年4月24日，台灣媒體革命工作室刊登廣告披露該工作室製作的非常光碟《非常報導》2007年第一輯的內容，批評台灣社社長吳樹民、台灣社秘書長楊文嘉、台灣北社秘書長陳昭姿及其夫郭長豐等台灣社社員利慾薰心。2007年4月26日，楊文嘉批評《非常報導》與台灣媒體革命工作室負責人陳亮光：「以打擊泛藍陣營的政媒人物來掩護，它實質要打壓泛綠陣營裡面不同政治路線跟論述的人。一個陳亮光沒有這種能耐。你們一班子人，包括後面特定的藏鏡人，通通站出來！」2007年4月26日，陳亮光反駁：「這些人自己介入別人的初選，當然就會以為別人都跟他們一樣。假借批評泛藍來批評泛綠？絕對沒有這樣的事情。」
2007年5月7日，2007年民進黨總統提名選舉結果出爐，謝長廷勝選。同日，台灣社聲明，曾貴海辭去台灣社副社長，陳昭姿辭去台灣社社務委員及台灣北社副社長，楊文嘉辭去台灣社秘書長及台灣北社秘書長，黃光芹辭去台灣角社社務委員。楊文嘉接受中央社訪問時表示，請辭的原因不僅是因為想要好好休息，也是因為本次選舉結果和他的堅持有落差。
2007年5月12日，《自由時報》的〈自由廣場〉刊登中央研究院近代史研究所副研究員陳儀深的投書，批評：「本土社團方面，社員數目少則數十、多則數百人，個別與四大天王有私交者所在多有。畢竟只是黨內初選，除了社長以外，社員以個人名義公開支持某人，只要不是造謠生事、黨同伐異，皆無不可；但是有些幹部以記者會、主持晚會等方式營造『○○社』整體力挺○○人或質疑○○人的錯誤印象，則是對其他社員形同強暴，當然是對社團的傷害。」
2008年4月8日，《自由時報》的〈自由廣場〉刊登台灣南社社長鄭正煜、屏東科技大學教授吳明昌、國立臺灣大學退休教授楊維哲、高雄市我們現代女性協會榮譽理事長陳惠凰、中央研究院研究助理曾韋禎、國立成功大學助理教授蔣為文、台灣客社副社長馮清春、律師郭憲彰、文學台灣雜誌社社長陳坤崙、美國賓州大學博士陳高明、日本名古屋大學博士李世隆與美國哥倫比亞大學博士劉進添的聯名投書，批評謝長廷：「總統選戰慘敗，......雖然慘輸221萬票的原因繁多，謝長廷質變性的選戰策略不能說沒有責任。若再回頭檢視謝長廷敗選後所言『未來民進黨不再壟斷台灣或本土』，我們看不出民進黨有何『壟斷台灣或本土』的根本特色。以謝長廷『逆中求勝』的專業為例：教育篇章中對台灣子弟得以濡染、涵泳台灣先人血脈與嗚咽的『教育台灣化』根本議題，竟與馬英九的『治國』一樣全無一語觸及；此與謝長廷擔任高雄市長以來疏失對台灣本土教育的關懷具有明顯的一貫性，令人深覺失望！」
2009年5月30日，《自由時報》的〈自由廣場〉刊登郭長豐的投書，宣稱本土社團在2007年民進黨總統初選時沒有打敗謝長廷，卻在2008年總統大選時發揮了使綠營群眾含淚不投票的功能，整體投票率下降，導致謝長廷「狂輸兩百多萬票，甚至根據地高雄市都戰敗」。2009年6月3日，《新台灣新聞週刊》發行人詹錫奎（老包）說，他不知道郭長豐何以認定謝長廷「狂輸兩百多萬票」是本土社團的功勞，也不知道這樣的表態是不是在向馬英九邀功，因為郭長豐與陳昭姿「就是在馬英九初任國民黨主席、聲勢如日中天時，公開肯定馬，表示可以有條件支持者」；不知陳昭姿與郭長豐擁有什麼能耐，「是本土報投書版的常客」。

## 「效忠領袖、我愛總統」塗鴉事件

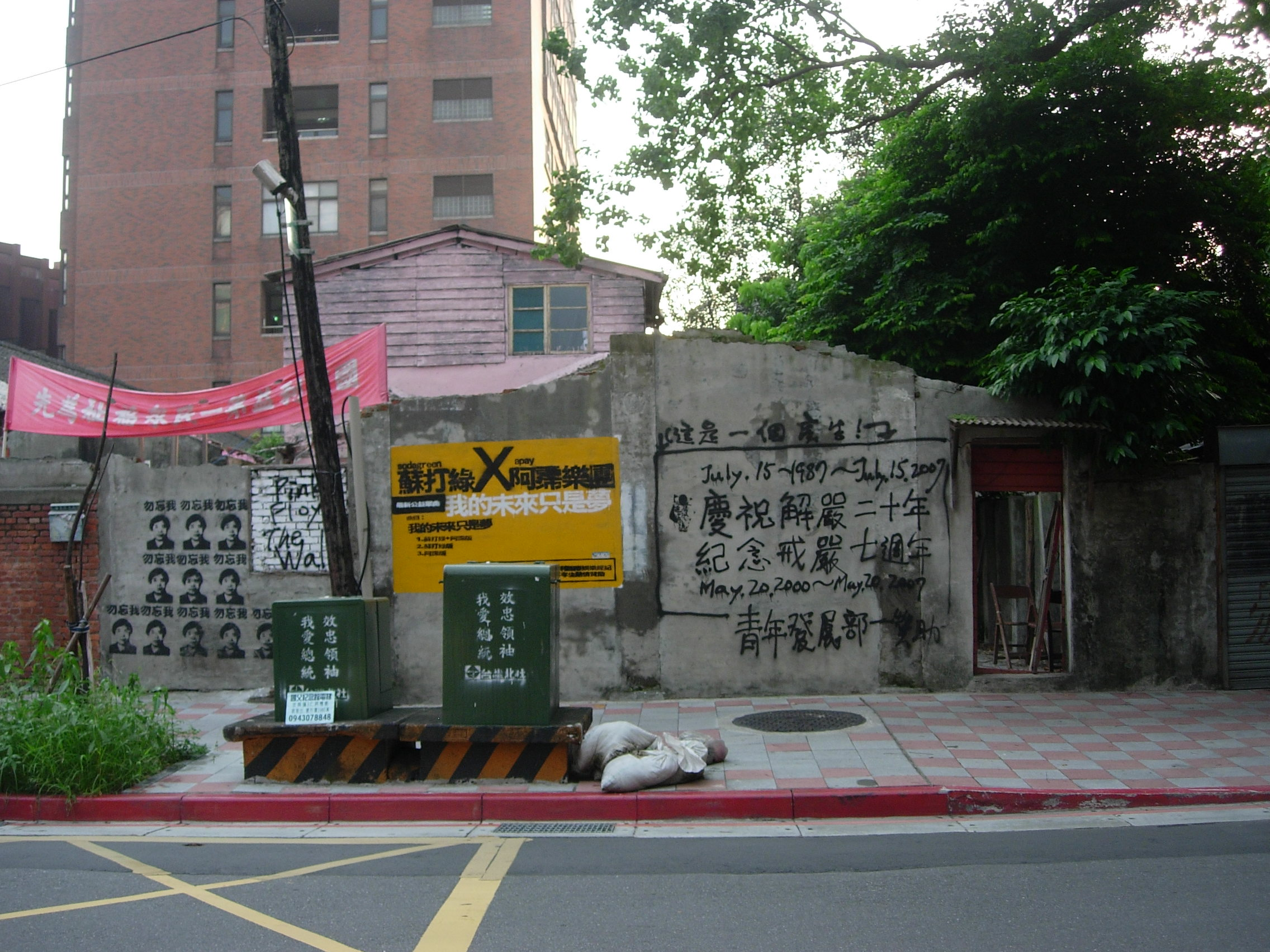
台北市敦南街「效忠領袖、我愛總統」塗鴉事件現場

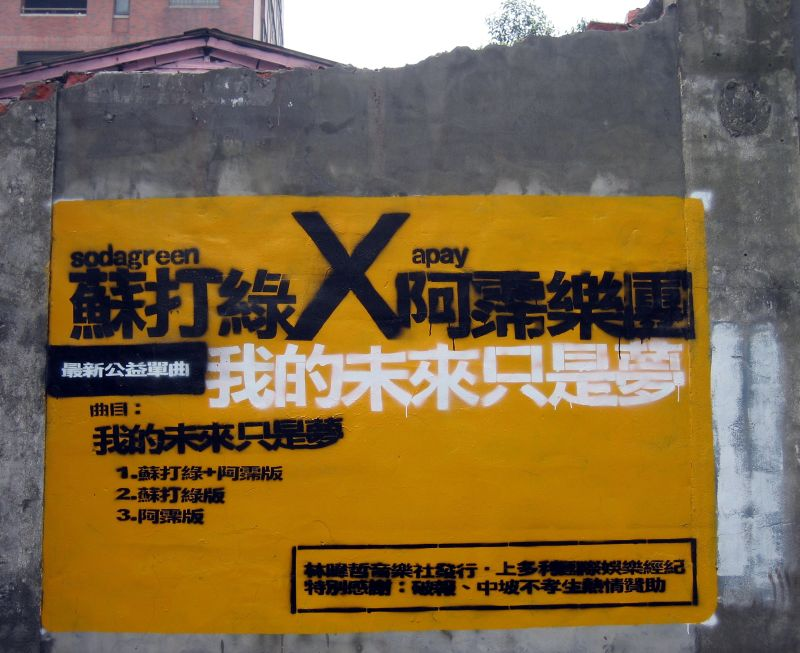
「蘇打綠╳阿霈樂團，我的未來只是夢」塗鴉作品

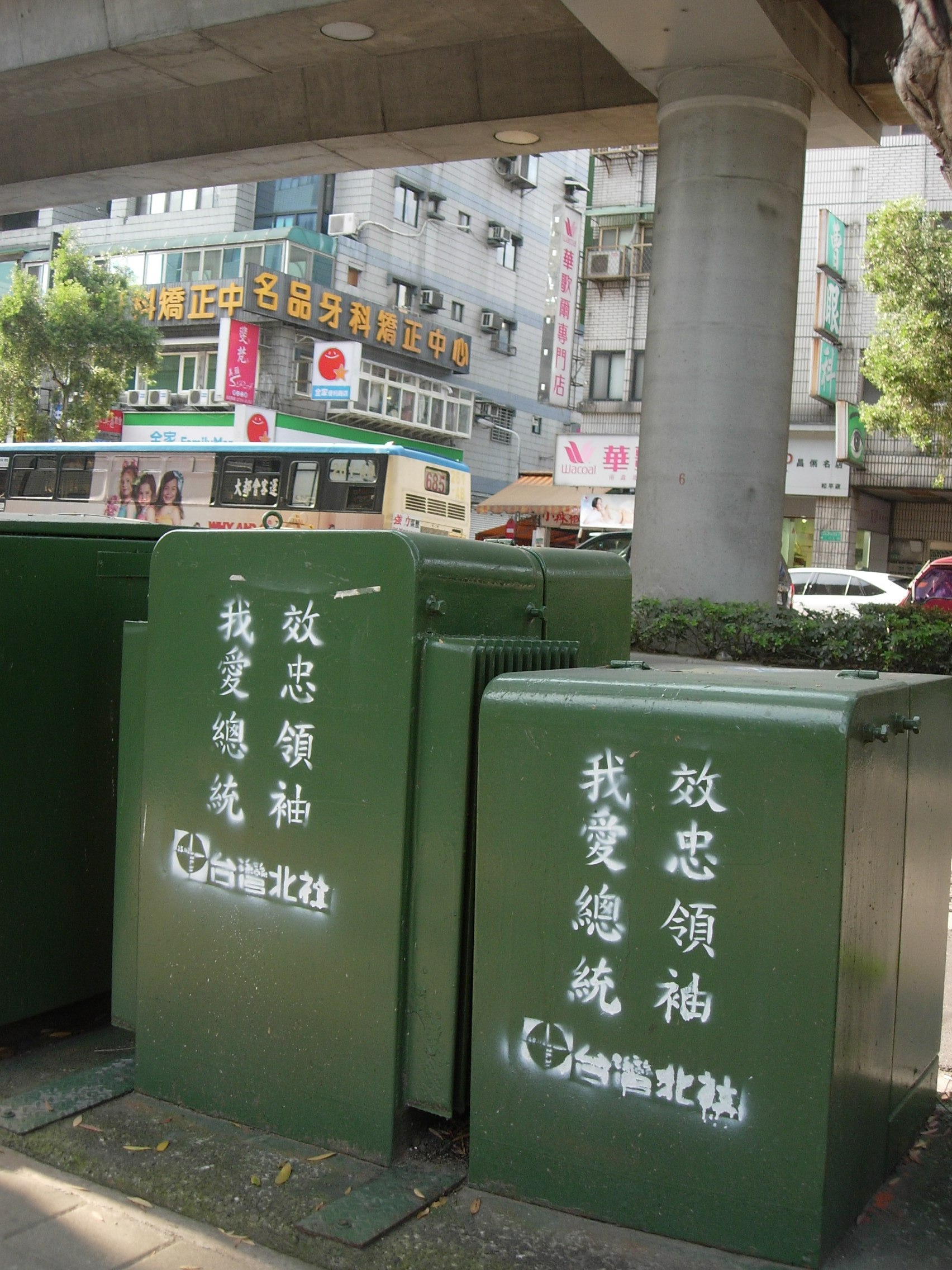
台北市和平東路變電箱上的「效忠領袖、我愛總統」塗鴉作品

2007年7月，台北市和平東路國立台北教育大學附近的變電箱上，出現署名台灣北社的塗鴉「效忠領袖、我愛總統」；同一路段的圍牆上，則出現署名「青年發展部贊助」的塗鴉「蘇打綠╳阿霈樂團，我的未來只是夢」與「這是一個廣告！慶祝解嚴二十年，July 15, 1987～July 15, 2007；紀念戒嚴七週年，May 20, 2000～May 20, 2007」，而在當時台灣各大政黨之中只有民進黨才有設置「青年發展部」。國民黨台北市議員林奕華認為這是「戒嚴的詞句」，要求台灣北社公開說明此事；台灣北社強調該社是被冤枉的，要求林奕華公開道歉，否則該社將控告林奕華；台灣北社副社長金恆煒則稱「這根本是藍營人士假冒北社之名進行的栽贓行為」、「不排除整起事件是林奕華議員自導自演」、「我們只會稱呼『阿扁總統』，有時候甚至連『總統』兩個字都不加，怎麼可能寫什麼『效忠領袖』？」；台北市政府環境保護局則要發函台灣北社與蘇打綠等，要求他們說明此事。2007年7月20日，國立台灣大學建築與城鄉研究所（台大城鄉所）副教授畢恆達分析：「這幾個塗鴉文句，怎麼解讀都不像是深綠團體所為。『我愛總統、效忠領袖』不更像是針對台灣北社近來大力支持陳水扁所進行的反諷嗎？『我的未來只是夢』對比於張雨生唱紅的《我的未來不是夢》以及陳水扁競選台北市長的口號『有夢最美，希望相隨』，不也是對於這幾年美夢逐漸破碎的嘲諷嗎？而『慶祝解嚴二十年、紀念戒嚴七週年』更是塗鴉者對於民進黨執政不如人意的控訴。反諷的是，這樣的塗鴉內容卻讓國民黨的市議員生氣，認為這些字句本身是戒嚴思想，並且大張旗鼓帶領記者到塗鴉現場報導。也好，這樣可以讓更多人想想解嚴與戒嚴的差別，而我們的夢想又實現了多少？」

## 正常國家決議文之爭
2007年9月19日下午，台灣社舉行「正名制憲：我們的堅持，勝選的條件」記者會，要求9月30日民進黨全國黨代表大會（全代會）以記名投票方式將游錫堃提倡的「國號正名為台灣」納入〈正常國家決議文〉。會中，台灣社社長吳樹民說，正名制憲是長期追求的目標，期待國家領導人要「堅持對的事」；台灣社秘書長羅致政說，正名制憲是「對抗中國」的必要條件，是台灣生存發展的必要；台灣北社副社長金恆煒說，「建立一個國家」是〈正常國家決議文〉的核心，「國號正名為台灣」是民進黨對選民的承諾，民進黨不該閃躲，謝長廷應該接受民進黨的意見；台灣北社秘書長陳昭姿說，民進黨原本是「政治家團體」、執政後卻變成「政客團體」，台灣社質疑民進黨究竟是「民主進步黨」還是「民主退步黨」、民進黨究竟是「服務政黨利益」還是「服務台灣人民」。9月30日，在陳水扁總統等人的主導下，民進黨全代會沒有將「國號正名為台灣」納入〈正常國家決議文〉；同日，羅致政表示，「民進黨用這樣一個比較模糊的方式提出一個不能彰顯我們立場的東西」，台灣社對此「不能接受，也非常不滿意」，台灣社不排除推出自己的正副總統候選人。但台灣社始終未曾推出自己的正副總統候選人。
2007年10月1日下午，台灣南社發布聲明稿〈支持謝長廷，呼籲謝長廷應以「教育台灣化」為台灣人民療傷！〉，呼籲謝長廷應提出「教育台灣化」具體政見以凝聚泛綠團結，台灣人民則應全力支持謝長廷當選總統。該文表示，「國號正名為台灣」未被納入〈正常國家決議文〉，台灣南社對此「仍感失望」；但由於民進黨全代會已完成法定程序，台灣南社只有尊重，也寄望台灣人民尊重多數決議、並密切監督〈正常國家決議文〉的實踐。該文強調，謝長廷近期內必將為〈正常國家決議文〉之爭持續傷神，「教育台灣化」的實踐是「建構台灣主體」的最初動機與終極目的、也是「台灣忠誠」的最高檢測原則；如果謝長廷能在「台灣學」的普化與深化上有所戮力，台灣南社堅信2008年總統大選的「精神動員」必能成功。

## 為特定政黨助選

### 2006年高雄市長選舉
2006年11月23日，台灣南社社長鄭正煜公開呼籲泛綠支持者在2006年12月9日集中投票給民進黨高雄市長候選人陳菊，不要投票給台聯高雄市長候選人羅明而分散票源，以免「中國黨」（某些泛綠支持者對國民黨的蔑稱）高雄市長候選人黃俊英當選。鄭正煜並宣稱：如果羅志明獲得兩萬票以上，即是「高雄綠營選民政治判斷出現問題」；如果羅志明獲得五千票以下，則他「要為高雄選民的智慧恭喜」；如果羅志明無法理解這個道理，就是「台灣人的悲哀」。
同日，羅志明批評：鄭正煜常被他自己的偏見蒙蔽了政治智慧，並且自以為手握「台灣意識的尚方寶劍」就肆意依其偏見亂揮亂砍，屢次「指導」選民投票，公然藐視選民的政治智慧，形同支持「傲慢有理，貪腐無罪」，也是法西斯心態的展現。羅志明並暗批鄭正煜：棄保違反「選民自主抉擇」的民主原理，不值得鼓勵；如果真的要棄保，則「棄空降，保在地；棄貪腐，保清廉；棄老化，保效率」才是真正符合高雄市的利益，台灣南社與鄭正煜應該勸陳菊退選、或是呼籲泛綠支持者集中投票給羅志明。

### 2008年立法委員選舉
2007年12月8日下午，李登輝在台北市圓山大飯店與青年座談，在開場白中引用美國政治學學者塞繆爾·P·亨廷頓的觀點，提出台灣民主化四大威脅，其中第一項是：「參與民主化過程的人開始反民主，完成民主化的人背叛了民主；也就是說，在野黨掌握政權之後開始腐敗。」他也批評，「台灣人應該投給民進黨」這種思維是「空仔」（傻子）、「肖仔」（瘋子）才有的思維：「有人講『台灣人就應該投給民進黨、投給陳水扁』，根本就是開玩笑；這樣下來，台灣就完蛋！台灣人又不是空仔、肖仔！」他也提到在他總統任內發生的野百合學運：「那個時候很認真在中正紀念堂參與學生運動，這些人現在有沒有講民主化，結果可能完全不一樣。」他也批評，民進黨推動的入聯公投與中國國民黨推動的返聯公投都是隨便喊一喊、欺騙老百姓；他呼籲選民，在2008年立法委員選舉把政黨票投給台聯，不要再含淚投票。他諷刺，民進黨執政後開始腐敗，「那些在中正紀念堂前促進民主化的人，有沒有在講民主化？」他表示，台灣民主化四大威脅的第二項是反民主主義的國民黨可能勝選；第三項是行政部門濫權，民選首長一人集權，以行政命令進行統治，規避監督，「現在的行政院有無在立法院監督下做事」，這是嚴重的問題；第四項是執政者剝奪人民的參政權與自由權，2008年立法委員選舉制度就是一個例子，「政府不讓民眾了解自身的權利，希望模糊帶過、民眾搞得越不清楚越好，他們就可以贏得勝利。」他也說，統獨爭議是假議題：「民進黨已經執政了，要向誰爭取獨立？台灣就是台灣，國民黨要怎麼統？」。
2008年1月1日，台聯發言人周美表示，民進黨不認真施政，每逢選舉就消費本土社團、消費台灣意識，對台灣人的團結、台灣意識的凝聚都是傷害；如果只寄望民進黨，等於「把所有雞蛋都放在一個籃子裡」，才會危及台灣主體性之確保。
2008年1月2日，民進黨中央常務委員會（中常會）後，前民進黨主席游錫堃說，國民黨2008年總統大選候選人馬英九的特別費案二審獲判無罪後，「台灣處境顯得危險」，本土社團有強烈的危機感，因此開始進行連署，號召選民在2008年1月12日（2008年立法委員選舉投票日）將政黨票集中投給民進黨，不該將政黨票分散投給台聯，否則團結的泛藍將使分裂的泛綠「輸得土土土」（慘敗）。2008年1月3日，台灣社發表聲明稿〈堅持公投討黨產  政黨票投民進黨〉，刻意把2008年立法委員選舉升高為「『台灣、中國，一邊一國』與『一個中國，終極統一』的對決」，要求「所有認同台灣『主體意識』的選民」在2008年1月12日「應該集中政黨票，投給民進黨」，理由是「民進黨可說是同時兼具主張台灣主體，又有足夠權力基礎的政黨」；該文強調，若民進黨在政黨票大輸，不但會導致民進黨「總統大選很難打」，也會導致國際社會認為「台灣人民已不在乎與中國統一」；該文也呼籲選民「唾棄所有主張『拒領公投票』的政黨，落實直接民主的天賦人權」。
雖然台聯不曾主張拒領公投票，但是台灣社尤其呼籲選民拒絕投票給台聯。2008年1月3日，台灣社召開記者會呼籲選民拒絕投票給台聯，台灣南社社長鄭正煜宣稱：「政黨票不行投給台聯，台聯選票（得票率）能夠超過5%的機率非常渺茫；最重要的是，台聯現在的政黨走向發生很嚴重的偏差。」台灣北社副社長金恆煒則批評：「李（登輝）先生一旦說：『我是站在中間立場。』這代表什麼呢？他放棄了他對抗『中國黨』的立場。如果他的力量分散出去，他是台灣的罪人。」
2008年1月3日下午，台聯主席黃昆輝批評，台灣社此舉是反民主的作法。黃昆輝認為，民進黨因「選情告急」而操作社團公開放話，但台灣人民不是「說東就東，說西就西」，千萬不能低估人民的智慧；若民進黨這八年來執政成績優良，民進黨就不會操作社團公開放話，也不會如此緊張、窘態畢露。2008年1月4日上午，台聯正式控告台灣南社社長鄭正煜、台灣北社社長張學逸、台灣北社副社長金恆煒、台灣中社社長戴正德、台灣社副社長文儀、台灣社秘書長羅致政、台灣客社社長張葉森（以上七人都是台灣社出席發表該聲明稿者）與游錫堃等八人「意圖使人不當選」。
2008年1月3日，周美里批評：民進黨利用執政優勢，操作社團公開放話，企圖影響選舉，是低估了選民的智慧；而反倒都是民進黨的朋友出來幫游錫堃等八人回批台聯，她因此質疑民進黨與這些社團的關係是「主從關係」。周美里諷刺：民進黨平時執政不認真，不僅對中國開放的幅度遠超過國民黨，而且每逢選舉季節就搞選舉操作，運用執政資源來操弄社團、消費本土，選民已經看多了、不會再上當了。周美里強調：對中國開放幅度最大的就是民進黨政府，平時最「顧本土」、最照顧台灣本土傳統產業的政黨是台聯；用「台聯不本土」來攻擊台聯，絕對站不住腳。同日，羅致政回批：台灣社無法接受這樣的污衊，周美里低估了本土社團的主體性，本土社團並非為特定政黨輔選。
2008年1月4日下午，台聯不分區立委第五名候選人錢林慧君到台南地檢署遞狀控告游錫堃等八人「意圖使人不當選」，並高喊「要死大家一起死」，將發動支持者不要投票給民進黨區域立委候選人。同日，金恆煒在林保華新書《一個中國人的台灣情》（允晨文化2008年1月出版，ISBN 9789867178558）發表會上說：「其實這一些（社團）代表都有很強的（台灣）代表性。他們（台聯）來控告有代表性的象徵人物，就是跟綠營作對；對他們來講，得不償失。如果他們真的要求要做出比較好的區隔，他們應該好好地坐下來談；他們用司法的方法去控告這些人，對這些人來講無傷，對台聯有很大的傷害：台聯就告訴選民講，『我們跟這些人是敵人』；如果他要達到這樣的目的，他達到了。」金恆煒同時又說：2006年百萬人民倒扁運動後，「台灣的政治已經分成台灣跟中國兩塊：不支持台灣，你就反過來是支持中國」，台灣的政治沒有「中間路線」。同日，第三社會黨發起人周奕成表示：民進黨自命為「本土政權」，只准自己本土，不准別人本土，這樣民進黨才能獨占本土；若民進黨真的愛台灣，就應該容忍甚至鼓勵新的本土力量。
2008年1月8日，國立中山大學電機學系教授陳茂雄諷刺：「若是這個社團（台灣社）要求大家全力支持民進黨，倒是有其正當性，每個人都有權利支持自己喜歡的對象；但抵制同陣營的政黨倒是一件不可思議的事。是不是因為民進黨有資源，所以必須對民進黨表態？台聯黨團在立法院的表現比民進黨還本土化，所以是標準的綠色政黨；（台灣社）號稱本土社團，竟然呼籲大家抵制綠色政黨。......紅衫軍圍剿陳（水扁）總統時，有人要李（登輝）前總統出面挺扁，為李所拒；（李）對陳總統的評語也不具善意，不過與陳總統的『批李』比起來還是小巫見大巫。兩人的交惡本來應該讓時間沖淡；可是這些社團卻圍剿李前總統，造成兩人的衝突越演越烈，奇妙的就是沒有人指責陳總統的言論失當；執政真好！隨時會有打手追擊自己不喜歡的人。......藍營的鬥爭，是政治人物之間的較勁；綠營的鬥爭，連支持者也加入纏鬥，尤其是那些2000年以後才成立的『本土』社團。」

### 2012年總統及立法委員選舉
2011年1月11日，台灣社、台灣南社、台灣北社、台灣教授協會、台灣中社、台灣東社（台東）、台灣客社、教育台灣化聯盟、台灣綠盾、公投護台灣聯盟發表聯合聲明〈謝長廷「憲法各表」有「憲法一中」的內在邏輯！〉抨擊：謝長廷所提出的憲法各表，「變相修改民進黨黨綱、黨章，既無助於與中國的交涉，撤退台灣主體立場，台灣社、台灣南社等本土社團絕對不能接受。」「謝長廷若繼續對台灣的國家主權觀念做變相的傷損，本土社團對謝系人馬未來的參選將就國家主權議題提出精緻的檢驗。」
2011年6月9日，台灣北社、台灣中社、台灣南社、台灣客社與台灣青社在《美洲台灣日報》刊登聯合聲明〈建請蘇貞昌先生參選立法委員並進取國會議長〉，《美洲台灣日報》配合發起連署活動，呼籲在民進黨2012年總統大選候選人黨內初選落選的蘇貞昌：「一、請蘇先生以參與總統初選的同質性熱忱投入明年的選局，帶領台灣人民『腳踏土地、迎向未來』。二、請蘇先生參選立委與國會議長，並與蔡英文總統參選人合組競選總部，形成台灣舉國一致的團結氣勢。」
2011年7月15日，台灣社、台灣之友會、台灣北社、台灣東社（台東）、台灣中社、台灣客社、台灣青社發表共同聲明〈內部爭議外部化敢稱民主進步？！〉抨擊：民進黨於2011年6月底公布的2012年立法委員選舉不分區名單「過於著重派系平衡考量，政治人物明顯排擠弱勢及專業團體代表的空間」；「然而，必須提醒社會大眾：不分區立委名單的優劣，應該是建立在各黨名單相互評比的基礎之上；只對單一政黨所提出的名單進行評價，似乎操之過急。然而，最令本土社團難以忍受的卻是：名單公佈後，民進黨政治人物將內部爭議外部化的不當作為，以及民進黨中央對於解決爭議的欠缺誠意與無所作為。......由事態發展觀之，顯然黨中央對於黨內遺珠並無預先溝通、安撫。對於外界諸多社團的批評與建議，黨中央亦只是透過媒體間接說明與反駁，欠缺與本土社團積極溝通的有效作為。」
2012年2月19日，前台灣北社社長陳昭姿透露，台灣社日前舉行幹部會議，與會者同意「台獨市場至少還有百分之二十」，陳昭姿說：「已經到了考慮與民進黨分手的時候了。」「是我們先不要民進黨，而不是民進黨先不要我們。」陳昭姿更抨擊：「兩岸政策向國民黨靠攏的民進黨，將如同山寨版的國民黨。」民進黨發言人林俊憲回應，目前還不清楚，但他呼籲：相同理念的人應團結在一起，為共同理想來打拼。

### 2014年九合一選舉
2014年1月4日，台灣社、台灣北社、台灣中社、台灣南社、台灣東社、台灣客社、台灣青社召開記者會，呼籲民進黨延後2014年台北市長選舉提名作業。台灣社社長張炎憲說，希望以一次全國性民調決定，也把無黨籍候選人柯文哲跟民進黨候選人納入比較；柯文哲不一定要加入民進黨，民進黨推薦的候選人也不一定要入黨。台灣北社創社社長吳樹民表示，國民黨施政爛，但民進黨民調也沒提升，這是個警告；這場記者會不是推薦柯文哲參選台北市長，而是要讓民進黨反省、讓民進黨能感動台灣人民，到現在所有的社團還沒有放棄民進黨，希望藉由這個機會希望民進黨能夠反省。吳樹民說，如果候選人站在台灣本土立場，無論是被哪一黨提名，都可以支持；如果有台灣心，國民黨的人都可以被支持。台灣北社社長張葉森說，民進黨的制度與內規可以因時制宜，民進黨也曾在陳水扁首次參選總統時修改內規讓他參選；他強調，這場記者會要給民進黨主席蘇貞昌「一個下台階、一個可以睡覺的夜晚」。台灣東社創社社長余文儀說，呂秀蓮批評柯文哲是外星人，這實在是失言；他說，他也是民進黨終身黨員，但民進黨不要自我膨脹、非要經過黨內選舉才能參選台北市長，民進黨要拋開「一定要入黨才能參與徵召」這個包袱。
2014年7月30日，台灣北社、台灣東社、台灣獨立建國聯盟、公投護台灣聯盟、台灣基督長老教會、獨立台灣會、台灣民族同盟、908台灣國運動、台灣國辦公室與臺左維新共同成立台灣獨立建國選舉連線。

## 辦報運動
2008年4月18日，台灣社發表〈一人一萬元辦報運動，募款公開信〉，由台灣社社長吳樹民、台灣北社社長張學逸、台灣南社社長鄭正煜、台灣東社社長余文儀、台灣中社社長戴正德、台灣客社社長張葉森、台灣角社社長鍾年晃、台灣青社社長許舜斌聯名發表，高喊「我們要有一份自己的報紙」，號召每人捐出新台幣一萬元辦報，募款初步目標金額為新台幣三千萬元，初估四年約至少需新台幣三億元經費；公開信說，前《民眾日報》社長李哲朗率先捐出新台幣三千萬元辦報，吳樹民隨即響應，金恆煒加入規劃，「這份報紙的形式將是論壇報，要結合學者與地方人士，以議題性新聞為目標，提供調查與追蹤。初步版面構想包括民意觀察、國會亂象、地方弊案、消費者心聲、國際新聞、針對馬英九施政批判等。論壇報的重點不在新聞採訪，因此不需很多記者，而是要有能力超強的總編與主筆群。論壇報的發展不在發行量，而是扮演火車頭或議題點火；也希望能影響國外媒體，向國際提出不同於目前主流媒體呈現的另一種聲音。......如果很快獲得您們的熱情迴響，募得初步目標三千萬元，這份論壇報將先以電子報方式推出，視募款金額到位情況推向平面論壇報；反之，如果我們無法在一個月時間募得三千萬元，這個夢想即會中止，您的捐款也將歸還。」
2008年4月27日，吳樹民證實確有辦報計畫，「大家的確在思考這個方向，但配套還未出來。待相關細節確定後，再正式對外說明。」辦報運動最後無疾而終。

2009年2月3日，陳茂雄說：
|  | 辦報或是電子媒體，是絕大部分獨派人士所期待。獨派人士認定：「綠營所以會失敗，是因為媒體與教育居劣勢，造成台灣人的台灣意識不強；只要多辦媒體，就可以教化人民。」他們沒有想到：2000年以前，親綠媒體非常少；民進黨執政之後，因西瓜效應，親綠媒體才逐漸增加；到了2008年總統大選前，親綠媒體達到最高峰，立委選戰及總統大選綠營反而大敗。將敗選的因素歸之於媒體，是太墮落的說詞；綠營應該反省：有100萬以上的選民在2004年支持民進黨，到2008年卻變卦，這到底是什麼原因？ 有不少獨派人士自認為是「先知」，負有教化人民的責任，其所做的工作是告訴民眾「中共有多惡劣」、「國民黨如何親共」、「只有支持民進黨才能救台灣」，可是只有親綠民眾才信這一套。一般民眾不受影響，他們抗拒親綠的「先知」。最後演變成深綠對深綠說教，形同牧師對神父講解《聖經》一樣，完全沒有能力擴張綠色版圖。即使再多辦幾份親綠報紙、親綠電視台，還是一樣在綠營打轉，聲音傳不出去。…… 將選戰簡化成「台灣意識與中國意識對決」，本身就錯了。多數人認同台灣，但他們未必就支持民進黨；也有台獨意識相當堅強的人，還是一樣到中國投資。超過5成的民眾即使存有政治意識，但他們的投票行為還是不受政治意識所左右，真正影響投票行為的因素是選民對候選人及政黨的滿意度。 綠營的「先知」是褪色了。在戒嚴時期，「先知」的確教導民眾國家主權與民主的概念；可是現在資訊發達，民眾所知道的未必比「先知」少。「先知」不知道自己已經褪色了，還用30年前的方式教導民眾；他們只在深綠的圈圈打轉，對綠營的政治版圖的擴張毫無幫助，可是對內鬥卻發揮相當大的威力。這一屆總統大選的初選，褪色的「先知」並沒有為綠營開疆闢土，卻介入內鬥，對綠營的成長算是負面的。 |

2009年2月5日，《台灣壹週刊》第402期的〈壹觀點〉評：「其實，辦報和政治是兩回事。當年國民黨控制所有媒體，照樣失去政權；當年黨外手上沒有一份自己的媒體，卻能掌握政權。民進黨把自己的失敗歸之於親中媒體或統派媒體，根本是逃避現實、自欺欺人；呂秀蓮想要辦報建國，也是基於同樣邏輯。」

## 批判「本土媒體」
2008年5月15日，台灣北社發表聲明〈本土媒體不可失去公正性〉表示：幾家「向來為本土人士所收看或收聽的電視台與廣播電台」都未能記取過往慘痛教訓，對2008年民主進步黨主席選舉的參選人們採取偏頗態度，失去了媒體應該具備的中立性與客觀性。台灣北社在該份聲明稿中表示：「本土媒體寥寥可數，對台灣國家認同的推展非常重要；且也唯有成為具公正性和公信力的優質媒體，才可能擴大聽、觀眾群和影響力。......即便面對台灣與中國爭議，各媒體或許也該允許不同聲音的表達，以便了解對手的想法與觀點。」台灣北社在該份聲明稿中宣示：為了保持該社監督各政黨時的客觀性，社務委員必須「保持公道立場，不得以幹部名義參與輔選」。

## 批判台灣教育
2007年7月5日，《自由時報》刊登台灣社、台灣北社、台灣中社、台灣東社、台灣南社、台灣教授協會、台灣教師聯盟、台灣櫻社與台灣羅馬字協會的聯合聲明〈打倒中國古典文學霸權〉，宣稱：「中國文學全面霸佔台灣國文教育平台的現象，若不能迅速予以改變，台灣將永遠無法立國；任何建構台灣主體性教育的主張，均將淪為奢談與空論。......中國古典文學嚴重匱乏對深沉、多元人性與複雜人際關係的探索，由於缺乏類似西方的文藝復興運動的大改革進程，中國文學一直未能大量產生居於世界文學主流地位的戲劇與小說；讓發展條件有限的中國古典文學霸佔台灣校園文學教育體制，乃是對台灣文學、文化發展最根本的戕害。......我們呼籲台灣人民發起類似於三十年前的鄉土文學論戰，驅逐中國文學獨霸亂象，讓台灣文學、世界文學各擁有三分之一的教學園地；唯有如此，台灣子弟的文學心靈才能走入台灣、走出世界。」
2007年5月4日，國立臺灣師範大學國文學系副教授杜忠誥批評，部分「本土教義派」人士主張國文課本不應有文言文等中國文學，這是無聊的意識形態二分法。杜忠誥說，民進黨的意識形態二分法讓台灣民眾都陷入「不是台灣，就是中國」的族群撕裂，所有人都在搞無聊的二元對立，現在連S.H.E〈中國話〉歌詞都能拿來作文章；並不是不以「台灣」一詞命名的東西就全部都是中國化，中華文化不代表中華人民共和國文化；台灣政客提倡台灣本土化運動過了頭，把中國化界定是「媚共（親中共）」，這樣的觀點是把數千年的中華文化矮化成只有五、六十年的中華人民共和國文化。
2008年5月26日，台灣南社發表聲明〈中國文學教授扼殺台灣文學心靈的成長！？〉批評，該年國中基測「又是一大堆艱深的文言文試題」：「台灣如果不能推倒一大群中國文學教授掌控台灣文學教育的霸權，青少年便一直不斷的遭受心智的凌虐，台灣人民的文學心靈也無法適當的成長。......人文試題邊界線的模糊交集屬性若不能受到正視，標準答案將會具有荒謬性，並扼殺文學心靈的成長。極端不幸在於，台灣今日的本國語文教育，仍然操控於許多文學心靈狹隘、缺乏現代文藝的融入、只有以中國文字符號學見長的中國文學教授手中；這是台灣的文學發展的悲劇，亟需全國人民予以正視。」
2008年7月，《海峽評論》第211期（2008年7月號）以全台首學、台灣新文學、《台灣通史》、以及吳三連逝世前的《自立晚報》依然保留的「詩壇」與「燈謎」二欄為例，駁斥台灣社等本土社團的論點，文末諷刺：「試問『台灣南社』一夥，你們是真的台灣人還是假的台灣人呢？連『台灣人文學界』的真象是什麼皆不知，徒然以『將永遠無法立國』的台獨民粹意識自我催眠、自欺欺人，也未免太辱及台灣先人與今人了。奉勸你們：如想當個驕傲的台灣人，也得先多讀一點台灣的『中國古典文學』或『文言文』再說；否則就不要冒充台灣人了。」
2014年9月2日，無黨籍台北市長參選人柯文哲在臉書表示「蔣經國時代對於政府官員操守及政商關係的嚴格規範，應成為台灣政治的典範，值得所有執政者學習」，引發爭議。2014年9月3日，台灣社社長張炎憲說，柯文哲是台大醫學院的優秀學生，看國民黨的教科書，書唸越好的人受的影響更大，尤其是50歲至60歲年齡層受影響最大；他說，台灣長期對歷史沒有反省，幾乎都接受既定說法，柯文哲講出稱讚蔣經國的話代表國民黨的宣傳非常成功；他建議柯文哲，多讀一些新的歷史詮釋，就會理解台灣對歷史的反省不夠。

## 對所謂「民主內戰」的認識與對策
李登輝曾於2005年4月提出：「台灣內部有人以自由、人權為掩護，呼應中國的統戰，這就是利用民主從事內戰！這不是國內矛盾，而是敵我矛盾！」他呼籲台灣人民團結一致，不要中了中國分化的圈套，「因為中國最怕的就是團結的台灣！」
李登輝提出「民主內戰」的原意，是希望台灣不要陷於藍綠二元對立造成的對抗、內耗和空轉，希望台灣能夠團結一致以應付中國的威脅。因此，李登輝於2005年提出「新時代台灣人」的概念，認為：「2000年以來政局混亂所導致的『民主內戰』，正是建構超越內部矛盾『新時代台灣人』的時候。」李登輝與其領導的台灣團結聯盟並且在2006年百萬人民倒扁運動期間刻意保持中立。2007年4月21日，台灣團結聯盟第二屆第二次臨時全國黨員代表大會通過的〈台灣團結聯盟政策綱領〉，第一條即是：「團結人民，扭轉政治僵局，終結民主內戰及政黨惡鬥，真正為人民生活謀福祉、為國家生存求發展。」2007年底，李登輝接受《中時電子報》專訪時，更曾憂心忡忡提出「藍綠裂解，台灣滅國」。2007年立委選舉期間，台灣團結聯盟特別強調自己是制止藍綠惡鬥的第三勢力，以此為訴求爭取選民支持。
但對於「民主內戰」此一概念，與台灣的「民主內戰」應當如何平息，台灣社重要成員則有與李登輝並不相同的看法。台灣北社副社長金恆煒於2007年11月發表的新書《民主內戰的必要：2006年台灣風雲色變評述》（允晨文化2007年11月出版，ISBN 9789867178534），即自書名肯定「民主內戰」的價值。前台灣北社副社長王美琇於《自由時報》2007年12月21日〈自由廣場〉發表〈正視台灣民主內戰〉一文，聲言：「國民黨若沒有徹底瓦解，台灣要邁向『正常國家』幾乎不可能；國民黨若沒有徹底潰敗，媒體要『正常化』也是痴人說夢。」、「台灣能否擺脫『黨國惡靈』的糾纏，推動民主繼續前進，關鍵就在明年這一仗。朋友們，時間所剩不多，讓我們每個人發揮螞蟻雄兵的力量，正面迎戰吧！ 」於李登輝「藍綠裂解，台灣滅國」的專訪見報後，王美琇索性在《自由時報》2007年12月28日〈自由廣場〉發表〈民主內戰與李登輝〉一文，將「民主內戰」的成因歸責於李登輝主導的修憲和未處理國民黨黨產問題，並指責：「台灣身陷民主內戰，我們原本期望李先生能夠站在制高點、清楚告訴國人：國民黨與親中媒體的焦土反撲，是民主內戰最核心的問題所在。如果不讓國民黨徹底潰敗，國民黨絕對不會認錯悔改、不會本土化、也不會放棄其『中國統一』的黨綱路線；台灣要邁向『正常國家』，更是難上加難。......李先生卻選擇走『中間偏左路線』，批統獨和入聯公投是『假議題』、批民進黨『騙選票』，為台聯黨的生存振臂疾呼，難道沒有在混亂政局中尋求『政治投機』之嫌？」
台灣社重要成員或領導幹部對於台灣政治藍綠惡鬥現象（即「民主內戰」）的認識與對策，影響該社對待政治人物的態度；此亦為曾提出「和解共生」理論的謝長廷、主張「終結民主內戰」的李登輝和台灣團結聯盟，分別於2007年民進黨總統候選人黨內初選與立法委員選舉時，遭遇來自台灣社的質疑、批判與打擊的原因之一。
2007年8月4日，中央研究院近代史研究所副研究員陳儀深聲言：「兩國論至少是『兩中』，將海峽兩岸切開，在北京政府眼中也是一種台獨。而今李登輝自我摘除台獨標籤卻念念不忘正名制憲，實是如假包換的台獨。李登輝台獨論述的調整或許得不償失，但是許慶雄、江永芳、傅雲欽可以給他批評；民進黨以及擁護民進黨的本土社團，最不適宜批評李登輝的『變質』。」
2008年2月21日，國立中山大學電機學系教授陳茂雄諷刺：「陳總統（陳水扁）與李前總統（李登輝）本來合作得相當好；可是自從陳總統在電視媒體上指名道姓的大罵李前總統之後，兩人開始交惡。最妙的是：一些將『為台灣』掛在嘴巴的綠營人士不會譴責陳總統失言，大家的砲火都對著李前總統；他們還理直氣壯地說：他們是『挺台灣』，不是『挺扁』。依這種邏輯，陳總統就等於台灣；陳總統一卸任，台灣豈不是要滅亡了？事實上，他們不是『挺台灣』，而是挺『權力中心』；陳總統卸任之後，大家拭目以待，他們是否將陳總統與台灣劃上等號？他們『挺台灣』的說詞，與文化大革命的紅衛兵有異曲同工之妙：紅衛兵也表示要『救中國』，不是挺毛澤東。」
2008年3月3日，陳茂雄再諷刺：「在李前總統心目中，綠營裡面有太多『投機份子』充當權力中心的打手，與藍營沒有區別。......陳總統對李前總統開炮；李前總統也反擊，只是火力遠比陳總統小得多。檯面上人物若有能力幫他們兩人和解，是上上之策；若沒有能力和解，就不要介入，讓時間來沖淡他們的衝突。可惜『打手』為了向權力中心表態，集中火力攻擊李前總統；他們說是為台灣，陳總統就等於台灣，此說與刺殺江南（劉宜良）的人自認為是愛國有何區別？他們將蔣經國與國家劃上等號：沒有蔣經國，台灣就會淪亡；批蔣就等於叛國，殺叛國者就是愛國。事實上，以『挺台灣』的名義追求權力中心，才是真正的『投機份子』。......若不是陳總統率先開炮，李前總統就不會敵視陳總統；若不是『打手』集中火力攻擊李前總統，也不會讓李前總統對綠營感到心灰意冷。」
2010年1月5日，阮銘聲言：「台灣是全球第三波民主化浪潮中誕生的現代自由民主國家，命運掌握在台灣的自由國民手中，不是掌握在胡錦濤、馬英九們手中。面對國共聯盟損害台灣國家主權的威脅，台灣的自由國民需要的是『民主團結』，不是『民主內戰』。國共聯盟可以打敗一個四分五裂的台灣，但不敵一個團結的台灣。2006年以來那場分裂台灣人民的『民主內戰』應當停止。」

## 興訟
2008年8月25日，台灣北社社長張學逸、台灣中社社長戴正德、台灣南社社長鄭正煜、台灣東社社長余文儀、台灣東社（花蓮）社長方美津（方素敏之妹、慈濟大學副校長賴滄海之妻），共同向台灣高等法院檢察署檢舉，中華民國總統馬英九、中華民國外交部部長歐鴻鍊及中華民國駐多明尼加大使蔡孟宏在出席多明尼加總統就職典禮時，未糾正多明尼加政府以「China, Taiwan」（中國台灣）名稱標示中華民國代表團的情形，「非但於事前對此重大國家損害未曾留意，事後亦未糾正懲處，坐視我國國格消失......已涉更改國名、消滅國格之事實，形同叛國」，涉嫌觸犯《中華民國刑法》第114條「違背委任損害民國罪」。同日，中華民國總統府回應：「我們的英文國名是『Republic of China』，友邦所用『China』就是指『Republic of China』。」
2013年4月29日，公投護台灣聯盟總召集人蔡丁貴、台灣國臨時政府總召集人沈建德、台灣客社社長張葉森、台灣北社秘書長李川信、908台灣國運動總會長王獻極等20多位台獨人士赴日本交流協會台北事務所遞交給日本首相安倍晉三的信函，宣稱：日本根據《舊金山和約》重獲獨立，台灣迄今仍被中華民國占領，曾經是台灣殖民母國的日本有責任與義務幫助台灣爭取主權地位。
2013年5月3日，台灣之友會總會長黃崑虎接受中評社專訪時說，有些獨派社團去日本交流協會，希望日本幫助台灣爭取主權地位，“那是不可能”。他說，現在國際情勢變化，日本不想得罪中國，美國不想日本變成麻煩製造者，日本不會幫助台灣建立主權，獨派社團這樣的訴求是讓日本為難。他說，日本戰敗放棄台灣時，美國應該有責任解決台灣問題，但是美國並未好好處理台灣問題；所以如果獨派社團去向美國在台協會抗議，他覺得有道理。

2013年6月，《海峽評論》第270期（2013年6月號）諷刺：
|  | 台獨不是一向標榜「台灣人有志氣」嗎？台獨不是追求什麼台灣「獨立」嗎？請問台獨們：日本是否「主權恢復」或是否「正常國家」，干台灣人什麼事？有志氣的台灣人，如有追求台灣獨立者，則赴湯蹈火、頭顱點地在所不辭，不成功便成仁是也；能這樣，這也還算差不多。但如只知「恭賀」「殖民母國」，可憐兮兮地哀求「母國日本有責任與義務幫助台灣爭取『主權』地位」，如此的搖尾乞憐，一點「獨立」的骨氣都沒有。 |

## 批判民進黨政權
2016年5月27日，台灣社、台灣北社、台灣中社、台灣南社、台灣東社、台灣客社發出聯合聲明批評，民進黨蔡英文政府的首任衛生福利部部長林奏延出席世界衛生大會（WHA）演講，通篇不提「台灣」、只提「中華台北」，比2015年當時部長蔣丙煌出席WHA的演講退步，令他們「非常不滿意，更絕不接受」，令他們質疑「新政府和國民黨有什麼差異，人民給新政府完全執政的機會有什麼意義」。聯合聲明並引述台灣民意基金會發表的最新民調，受訪者中51.2%認為台灣獨立比較好、24.6%認為維持現狀比較好、14.9%認為兩岸統一比較好，「再度證實了台灣人民追求真正獨立的趨勢和心聲」。
2019年4月16日，針對2020年民主進步黨總統提名選舉，本土社團聯合舉辦「沒有制度和誠信，就沒有民主」記者會，要求民進黨不再以任何理由任意變動投票日期。台灣社副社長余文儀發言時說，奉勸民進黨，民主政治不是一言堂，宮廷式內鬥導致民主倒退；並當眾宣布：「我本身是民進黨終身黨員，我現在正式宣布退黨。我已經寫好退黨宣言，正式宣布退黨。這張終身黨員證是蔡英文總統幫我推薦的，我現在正式宣布退黨。民進黨走到今天，讓我非常痛心，應該改名叫『民主退步黨』。」
2019年5月29日，扁聯會、喜樂島聯盟、台灣社、台灣幸福國家連線等獨派團體近五百人包圍民進黨中央黨部，向蔡英文及其親信吶喊「蔡英文，公平初選」、「林錫耀，滾出去」、「陳明文、洪耀福、黃承國，下台」。

## 批評勞工團體「暴力行為」
2016年12月2日，立法院會議中，民進黨立法院黨團一開始便提案將一例一休及砍除勞工七天國定假日的《勞動基準法》修正草案排入討論議程第一案，意圖挾人數優勢強行表決通過此案。2016工鬥連線等勞工團體一早便在立法院外集結抗議，抨擊民進黨「左手拿勞工選票，右手拿資方的錢」。中午休息時間，勞工團體聚集在立法院青島東路側門，民進黨立法院黨團總召集人柯建銘欲返回立法院，繞經人潮最多的青島東路側門，與勞工團體爆發激烈推擠衝突，一度被人潮推倒在地，後續在優勢警力的反制與戒護下才突破人牆、返回立法院。柯建銘返回立法院後宣稱「台灣民主輓歌已經響起」，其他民進黨立委則給柯建銘英雄般的掌聲。同日，台灣社、台灣北社、台灣中社、台灣南社、台灣東社（花蓮）、台灣東社（台東）、台灣客社發出聯合聲明，譴責勞工團體追打柯建銘的「暴力行為」；聯合聲明表示，勞工團體企圖以「情緒」為由合理化暴力行為，「我們絕不接受」。同日，《苦勞網》諷刺，這些親綠社團用「譴責勞團暴力」帶起公共輿論一陣「反對暴力」的風潮，他們在馬英九政府執政時期「衝撞的衝撞、丟蛋的丟蛋」的行為「隨著政黨輪替，一切彷彿船過水無痕」；令人質疑，那些在馬英九政府執政時期「全力支持學生抗爭，甚至鼓勵、歌頌人民使用暴力的合法性」的社團與一眾公知，在蔡英文政府執政時期「是否會持續採取全力護航民進黨的姿態，或改採更迂迴的方式自圓其說」。

## 評價
2007年2月3日，台聯全球資訊網諷刺，台灣社溺愛陳水扁、只寄望民進黨：「阿扁不是說，正名制憲，他都做不到？為什麼『獨派』台灣社，都沒人批判呢？」也批評台灣社的主張「集中政黨票，投給民進黨」是「低估了選民的智慧」、「將所有雞蛋都放在一個籃子裡」、「讓這些涉弊案的人（薛淩、高志鵬、陳瑩）進入立法院」。台灣社回應：本土社團只是表達對選舉的看法，並未做不實的汙衊，而且本土社團成員都是醫生、教授，「不知上述指控的根據從何而來」。

2008年1月4日，淡江大學公共行政學系副教授施正鋒批評：台灣社等本土社團「根本就是『當官俱樂部』」、「過去在民主運動根本都沒見過他們」，還有很多醫生、媒體人拿民進黨的錢做運動，「這樣叫做『本土』嗎？我瞧不起這些人！」2008年1月7日，台灣人權促進會前會長邱晃泉聲援施正鋒：
|  | 一、『當官俱樂部』，一語中的。何不乾脆明講例如：吳先生（吳樹民）當生物科技中心（生物技術開發中心）董事長，郭先生（郭長豐）年紀輕輕就當上署立醫院（行政院衛生署竹東醫院、行政院衛生署台北醫院）副院長，某社長在榮總升高官；這些人在台獨人士上街頭流血流汗時，他們人在哪裡？只是事後成功時巴結權貴即升上高官，踏著別人鮮血享受榮華富貴。 二、這些人利用社團，在沒有經團體成員決議通過下巴結權貴、搞個人利益，應予譴責。 三、這些人在社團裡，以『全額連記法』搞派系操控社團。我們呼籲政府應廢除該違憲的選舉制度。目前經濟部已擬『《公司法》廢除198條全額連記法』修正草案避免『贏者全贏，輸者全輸』的派系選舉制度，送立法院，但為德不卒；更應廢除所有該選舉制度法令如《農會法》、《工會法》、《律師法》、《人團法》（《人民團體法》）等全額連記規定，回復『單記法』的真正民主選舉。 |

2010年4月28日，《自由時報》記者曾韋禎抨擊：「自從我發現這些什麼北中南東客社（台灣北社、台灣中社、台灣南社、台灣東社、台灣客社）、公投盟（公投護台灣聯盟）等等有的沒的獨派社團只是挺扁的草包團體後，我就不把他們當東西看了。這些人除了民粹、愚蠢、瘋狂、脫節、暴力外，還是徹底的文盲。......這些反進步、挺貪腐、而且還不斷削弱台獨支持度的獨派社團只要存在一天，台灣的民主政治就不可能有進步的空間，因為他們才是最徹底傷害民主價值的毒瘤。」
2013年6月10日，陳茂雄諷刺台灣社等本土社團：「2007年的民進黨總統候選人初選，所有在2000年後才組成的新社運團體全面抵制謝長廷，結果謝長廷出線。這一屆（2012年）的民進黨黨主席選舉，有數個社運團體聯合抵制蘇貞昌，結果蘇貞昌一個人的得票比其他四個候選人得票的總和還多。......社運團體若只從事社運活動，不介入民進黨內部的選舉，會讓人誤以為社運團體有能力主導主流民意，對政治人物的言行就有相當大的影響力。可惜社運團體介入民進黨內部的選舉，自曝其短，影響力消失殆盡。」

## 外部連結
- 台灣北社（页面存档备份，存于）